# Liste der Monuments historiques in Ranguevaux
Die Liste der Monuments historiques in Ranguevaux führt die Monuments historiques in der französischen Gemeinde Ranguevaux auf.

## Liste der Objekte
| Bezeichnung                   | Beschreibung                           | Standort                           | Kennzeichnung | Schutzstatus | Datum | Bild |
| ----------------------------- | -------------------------------------- | ---------------------------------- | ------------- | ------------ | ----- | ---- |
| Wandtabernakel                | Stein, bezeichnet 1454                 | in der Kirche St-Barthélémy (Lage) | PM57001027    | Inscrit      | 2000  |      |
| Skulptur Heiliger Nikolaus    | Kalkstein, um 1500                     | auf dem Friedhof (Lage)            | PM57000445    | Classé       | 1990  |      |
| Skulptur Christus in der Rast | Kalkstein, Anfang des 16. Jahrhunderts | auf dem Friedhof (Lage)            | PM57000440    | Classé       | 1990  |      |
| Skulptur Heiliger Hubertus    | Kalkstein, um 1500                     | auf dem Friedhof (Lage)            | PM57000444    | Classé       | 1990  |      |